# Trastorn d'ansietat
El trastorn d'ansietat és un tipus de psicopatologia caracteritzat per l'experimentació recurrent de sentiments d'ansietat i por, sovint davant de situacions on no seria comú patir aquests sentiments de manera tan aguda. El seu origen pot ser genètic, induït per l'abús de drogues o un trastorn que apareix com a conseqüència d'altres desequilibris mentals. Pot afectar més del 14% de la població al llarg de la seva vida, i és més freqüent en dones que en homes en una proporció 2:1. En la majoria dels casos el trastorn d'ansietat apareix durant la infantesa. Si el trastorn no es tracta, pot esdevenir crònic.

## Tipus
Els trastorns d'ansietat es diferencien entre si depenent del tipus d'objectes o situacions que produeixen la por, l'ansietat o les conductes d'evitació. Sovint es considera que es tracta d'una família de trastorns i no d'una única malaltia. Inclou el trastorn d'ansietat generalitzada, les fòbies simples, el trastorn de pànic, el trastorn obsessivocompulsiu, el trastorn per estrès posttraumàtic i el trastorn d'ansietat per separació (lligat al trastorn del lligam), tots ells amb diferents subtipus.
El que tenen en comú tots ells és l'estat d'agitació que sent la persona afectada davant de situacions presents o futures, siguin reals o imaginades. Aquesta ansietat es tradueix, sovint, en símptomes físics que acceleren l'estat de por. Poden aparèixer en qualsevol edat, sovint amb un esdeveniment desagradable que faci de detonant.

## Diagnòstic
Per diagnosticar el trastorn d'ansietat, primer es descarta que el pacient no prengui cap mena de medicació que pugui causar efectes secundaris similars als símptomes del trastorn. També es descarten malalties físiques, els símptomes de les quals puguin assemblar-se als del trastorn d'ansietat. Finalment es comprova que el pacient no ha consumit drogues i que no tingui cap trastorn mental associat. Per diagnosticar correctament el tipus de trastorn que pateix la persona, els professionals s'ajuden de manuals com per exemple el DSM.
Els atacs d'ansietat són el símptoma més evident del trastorn. Van acompanyats de mal de cap, taquicàrdia, sudoració excessiva i ocasionalment espasmes musculars. El sentiment de por —davant d'una situació jutjada com a amenaçadora però concreta— o ansietat (una situació de nerviosisme extrem sense que n'hi hagi sempre una causa identificable) apareixen durant aquests episodis i en estat de repòs. Pot haver-hi afectació de la libido, símptomes de depressió i estats de fatiga extrema. Els psiquiatres poden ajudar-se de tests, com el Taylor Manifest Anxiety Scale o el Zung Self-Rating Anxiety Scale, per diagnosticar el trastorn, basant-se en les respostes de la persona afectada a un seguit de preguntes sobre la seva vida quotidiana i com reacciona en determinades situacions. Si el trastorn es sospita en nens, aquests qüestionaris són contestats pels pares o cuidadors.
El trastorn d'ansietat és una malaltia molt infradiagnosticada. Les persones afectades per aquest trastorn triguen entre 10 i 30 anys a ser-ne diagnosticades. Això pot ser per diverses causes:
- Les persones que pateixen aquest trastorn tendeixen a ser insegures i, per tant, parlar del seu problema els resulta complicat.
- Les persones afectades no creuen que la seva patologia sigui prou important per visitar un especialista.
- Els símptomes del trastorn d'ansietat poden semblar els símptomes d'altres malalties greus.[3]

## Tractament
El seu tractament combina la medicació amb la teràpia psicològica. La teràpia inclou la identificació de les fonts d'estrès, un judici adequat sobre la seva gravetat i tècniques de relaxació, des de respiració i meditació fins a visualitzacions d'estats agradables que actuïn com a contrapunt. Es força el pacient a exposar-se gradualment a les situacions que li causen por, per tal que pugui anar superant-les, de manera que no s'agreugi el problema per evitació.
Aquests tractaments són diferents per a cada persona, ja que els símptomes del trastorn, el temps que fa que el pacient té la malaltia, la intensitat, la freqüència i la durada de les crisis varien. La meitat de les persones diagnosticades amb trastorns d'ansietat no reben el tractament adequat per al seu cas, per la dificultat d'establir tractaments individualitzats.
Els medicaments més usats són l'inhibidor selectiu de la recaptació de serotonina, la benzodiazepina i els MAOIs com ara la fenelzina. S'han administrar amb cura, ja que poden incrementar les tendències suïcides dels subjectes afectats.